# Max Brod
Max Brod (în ebraică מקס ברוד; n. 27 mai 1884, Praga, Austro-Ungaria – d. 20 decembrie 1968, Tel Aviv, Israel) a fost un evreu-ceh, scriitor, compozitor, traducător și jurnalist de limbă germană, prietenul apropiat, biograful și legatarul moștenirii literare a lui Franz Kafka - în pofida cerinței acestuia, a refuzat să-i pună opera pe foc.
În 1939, în urma persecuților naziste, a emigrat în Israel, atunci Palestina aflată sub mandat britanic.

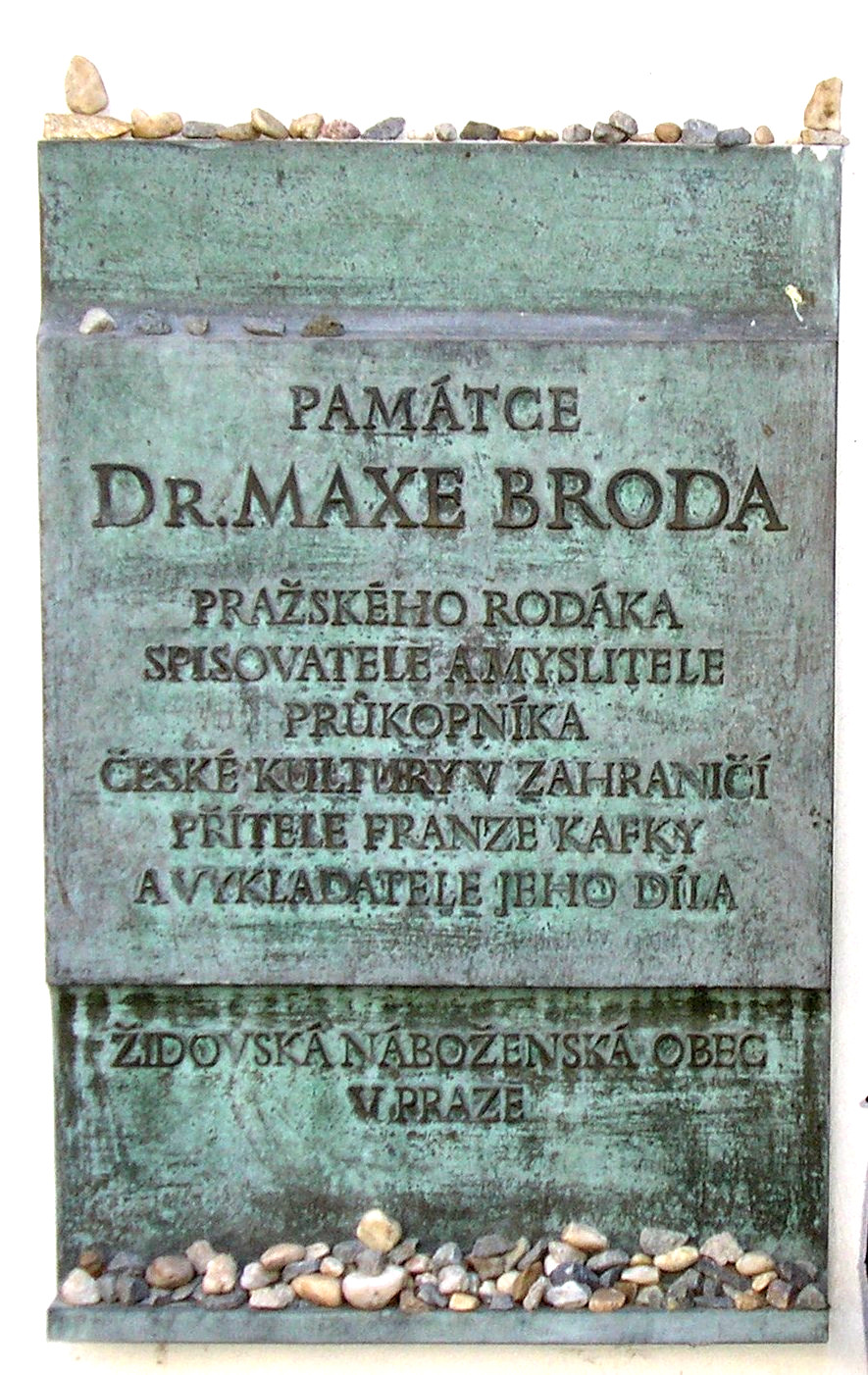
Placă comemorativă a lui Max Brod, plasată în preajma mormântului lui Franz Kafka

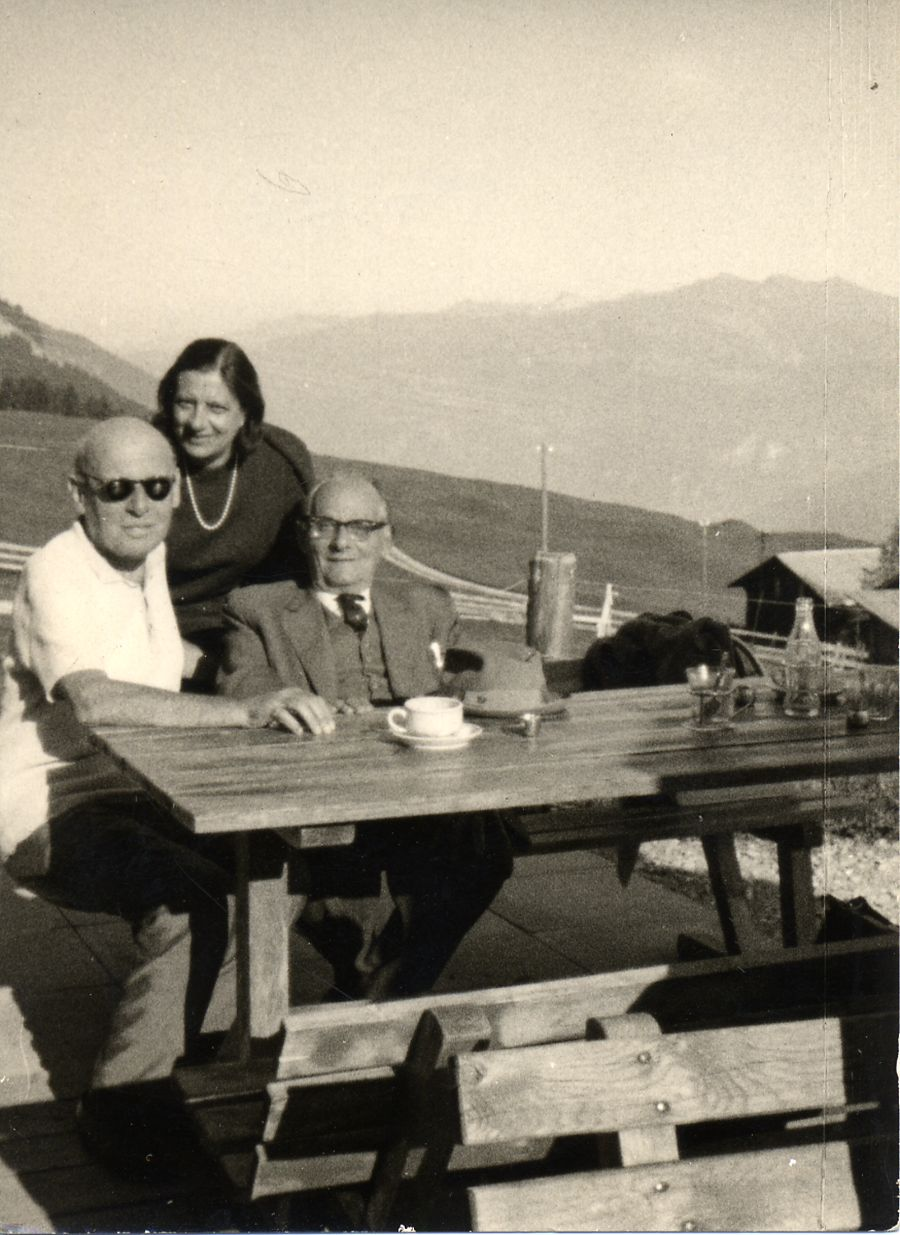
Max Brod împreună cu compozitorul Paul Ben-Haim și soția sa.

## Opera
- 1916 - 1948: Lupta pentru adevăr ("Kampf um die Wahrheit");
- 1916: Drumul către Dumnezeu al lui Tycho Brahe ("Tycho Brahes Weg zu Gott");
- 1922: Păgânism, creștinism și iudaism ("Heidentum, Christentum und Judentum");
- 1930: Farmecul dragostei ("Zauberreich der Liebe");
- 1934: Biografia lui Heinrich Heine ("Biografie von Heinrich Heine");
- 1934: Femeia care nu se înșală ("Die Frau, die nicht enttäuscht");
- 1936: Teorie rasistă și iudaism ("Rassentheorie und Judentum");
- 1936: Nuvele din Boemia ("Novellen aus Böhmen");
- 1948: Crezul și concepțiile lui Franz Kafka ("Franz Kafkas Glauben und Lehre");
- 1959: Tinerețe în ceață ("Jugend im Nebel");
- 1960: Viață scandaloasă ("Steitbares Leben");
- 1974: Franz Kafka, o biografie ("Franz Kafka, eine Biographie").